# 여행의 노래 (AAA의 노래)
〈여행의 노래〉(일본어: 旅ダチノウタ 타비다치노우타[*])는 일본의 음악 그룹 AAA의 스물 번째 싱글이다. 2009년 1월 14일에 에이벡스 트랙스에서 발매됐다.

## 개요
- 2009년 1월 13일자 오리콘 일간 차트에서 1위를 획득.
- 일반용에는 CD+DVD반, CD Only반, CD EXTRA 사양반의 3종. FC 회원용으로 제작된, CD 픽처 라벨 사양반의 8종이 발매됐다.
  - CD+DVD반의 DVD에는 〈여행의 노래〉의 PV가 수록되어 있다.
  - CD Only반에는 보너스 트랙으로 〈여행의 노래 [TW Departure Mix]〉가 수록되어 있다.
  - CD EXTRA 사양반의 CD EXTRA에는 〈여행의 노래〉의 PV 촬영에서의 오프샷 영상이 수록되어 있다.
  - CD 픽처 라벨 사양반은 니시지마 타카히로ver., 우노 미사코ver., 우라타 나오야ver., 히다카 미츠히로ver., 아타에 신지로ver., 스에요시 슈타ver., 이토 치아키ver., AAA ver.이 발매됐다. 각각 CD의 디스크 면에 사진이 인쇄돼 있다.
- 판매점에는 2008년 10월 8일 발매로 통지했지만, 12월 17일로 2번에 걸쳐서 연기됐으며, 최종적으로 2009년 1월 14일에 발매됐다. 또, 처음에는 CD EXTRA에 〈VARIETY MOVIE -AAA 극비 그래프 그 네 번째〉가 수록될 예정이었지만 변경됐다.
- 〈Get 추!/SHE의 사실〉 이래의 발매 이벤트를 2009년 1월 18일에 행했다.
- CDTV 앙케이트에서 졸업송 랭킹 4위를 기록했다. 2010년 앙케이트에서도 졸업송 랭킹 2위를 기록했다. 2012년의 2000년 이후의 졸업송 랭킹에서는 7위를 기록했다.

## 수록 내용

### CD+DVD반
CD
1. 여행의 노래(旅ダチノウタ)
  - 작사: leonn / 작곡: 코모리 타미노루 / 랩 작사: 히다카 미츠히로

NHK 종합 《MUSIC JAPAN》에서 보였다
2. Mosaic
  - 작사: Lori Fine(COLDFEET) / 작곡: kenko-p

드라마 《미래세기 셰익스피어》 주제가
3. a piece of my word
  - 작사: Kenn Kato / 작곡: Sin

《도쿄 키모노 유젠》 CM송
4. 여행의 노래 (Instrumental)
5. Mosaic (Instrumental)
6. a piece of my word (Instrumental)

DVD
1. 여행의 노래 (Music Clip)

### CD only반
CD
1. 여행의 노래
2. Mosaic
3. a piece of my word
4. 여행의 노래 [Tw Departure Mix]
5. 여행의 노래 (Instrumental)
6. Mosaic (Instrumental)
7. a piece of my word (Instrumental)

### CD EXTRA 사양반
CD
1. 여행의 노래
2. Mosaic
3. a piece of my word
4. 여행의 노래 (Instrumental)
5. Mosaic (Instrumental)
6. a piece of my word (Instrumental)

CD EXTRA(언핸스트)
1. 여해의 노래 [Off Shot]

### FC 한정반
CD
1. 여행의 노래
2. Mosaic
3. a piece of my word